# Lista siturilor arheologice din județul Covasna - M
Lista siturilor arheologice din județul Covasna - M conține toate siturile arheologice din județul Covasna înscrise în Repertoriul Arheologic Național (RAN) și aflate în localități al căror nume începe cu litera M. RAN este administrat de Ministerul Culturii și Patrimoniului Național și cuprinde date științifice, cartografice, topografice, imagini și planuri, precum și orice alte informații privitoare la zonele cu potențial arheologic, studiate sau nu, încă existente sau dispărute.
Puteți căuta un sit din localitățile care încep cu litera M folosind formularul de mai jos sau puteți naviga prin toate siturile din județ la Lista siturilor arheologice din județul Covasna.
| Cod RAN                                  | Denumire | Localitate                     | Adresă                 | Datare                               | Descoperit | Coordonate                                      | Imagine           | Erori            |
| ---------------------------------------- | --- | ------------------------------ | ---------------------- | ------------------------------------ | ---------- | ----------------------------------------------- | ----------------- | ---------------- |
| 64531.01.01 (Cod LMI: CV-I-s-A-13064)    | Fortificația medievală de la Malnaș / ansamblu Cetatea Herecz (Categorie: fortificație) (Tip: Fortificație)                        | sat Malnaș, comuna Malnaș      |                        | sec. XII - XIII                      |            |                                                 | Încărcați imagine | Raportați eroare |
| 64531.02.01 (Cod LMI: CV-I-s-A-13065)    | Așezarea Cucuteni - Ariușd de la Malnaș - "Dealul nisipos" / ansamblu anonim (Categorie: locuire civilă) (Tip: Așezare)            | sat Malnaș, comuna Malnaș      | Dealul nisipos         | Cucuteni - Ariușd                    |            |                                                 | Încărcați imagine | Raportați eroare |
| 64693.01.01 (Cod LMI: CV-I-s-B-13066)    | Așezarea romană de la Măgheruș - "Turnul Roșu" / ansamblu anonim (Categorie: locuire civilă) (Tip: Așezare)                        | sat Măgheruș, comuna Ozun      | Turnul Roșu            | sec. II - III                        |            |                                                 | Încărcați imagine | Raportați eroare |
| 64577.01.01 (Cod LMI: CV-I-m-B-13067.02) | Situl arheologic de la Moacșa-La Fântâna cu linte / ansamblu anonim (Categorie: locuire civilă) (Tip: Așezare)                     | sat Moacșa, comuna Moacșa      | La Fântâna cu linte    | Precucuteni - Zănești                |            |                                                 | Încărcați imagine | Raportați eroare |
| 64577.01.02 (Cod LMI: CV-I-m-B-13067.01) | Situl arheologic de la Moacșa-La Fântâna cu linte / ansamblu anonim (Categorie: locuire civilă) (Tip: Biserică)                    | sat Moacșa, comuna Moacșa      | La Fântâna cu linte    | sec. XIII - XIV                      |            |                                                 | Încărcați imagine | Raportați eroare |
| 64577.02.01 (Cod LMI: CV-I-s-B-13068)    | Așezarea Latene de la Moacșa - "La Valea de dinainte / ansamblu anonim (Categorie: locuire civilă) (Tip: Așezare)                  | sat Moacșa, comuna Moacșa      | La Valea de dinainte   | geto-dacică                          |            |                                                 | Încărcați imagine | Raportați eroare |
| 64577.03.01 (Cod LMI: CV-I-s-B-13069)    | Așezarea romană de la Moacșa - "Vereșmart" / ansamblu anonim (Categorie: locuire civilă) (Tip: Așezare)                            | sat Moacșa, comuna Moacșa      | Vereșmart              | sec. II - III                        |            |                                                 | Încărcați imagine | Raportați eroare |
| 63492.01.01                              | Așezarea preistorică de la Micloșoara - "Székalja" / ansamblu anonim (Categorie: locuire) (Tip: neprecizat)                        | sat Micloșoara, oraș Baraolt   | Székalja               |                                      |            |                                                 | Încărcați imagine | Raportați eroare |
| 63492.02.01                              | Cetatea medievală de la Micloșoara - "Tortogó" / ansamblu anonim (Categorie: locuire civilă) (Tip: Cetate)                         | sat Micloșoara, oraș Baraolt   | Tortogó                | sec. XIV-XVII                        |            |                                                 | Încărcați imagine | Raportați eroare |
| 64112.01.01                              | Situl preistoric de la Mărtănuș - "Coasta Mesteacănului" / ansamblu anonim (Categorie: locuire) (Tip: locuire)                     | sat Mărtănuș, comuna Brețcu    | Coasta Mesteacănului   |                                      |            |                                                 | Încărcați imagine | Raportați eroare |
| 64112.02.01                              | Situl arheologic de la Mărtănuș - "Sat" / ansamblu anonim (Categorie: locuire) (Tip: Așezare)                                      | sat Mărtănuș, comuna Brețcu    |                        | Noua                                 |            |                                                 | Încărcați imagine | Raportați eroare |
| 64112.02.02                              | Situl arheologic de la Mărtănuș - "Sat" / ansamblu anonim (Categorie: locuire) (Tip: descoperiri izolate)                          | sat Mărtănuș, comuna Brețcu    |                        |                                      |            |                                                 | Încărcați imagine | Raportați eroare |
| 64112.02.03                              | Situl arheologic de la Mărtănuș - "Sat" / ansamblu anonim (Categorie: locuire) (Tip: descoperiri izolate)                          | sat Mărtănuș, comuna Brețcu    |                        |                                      |            |                                                 | Încărcați imagine | Raportați eroare |
| 64112.02.04                              | Situl arheologic de la Mărtănuș - "Sat" / ansamblu anonim (Categorie: locuire) (Tip: descoperiri izolate)                          | sat Mărtănuș, comuna Brețcu    |                        | sec. XII                             |            |                                                 | Încărcați imagine | Raportați eroare |
| 64176.01.01                              | Așezarea din epoca migrațiilor de la Mărtineni - "Hotarul din Față" / ansamblu anonim (Categorie: locuire civilă) (Tip: Așezare)   | sat Mărtineni, comuna Catalina | Hotarul din Față       | sec. IV-V                            |            |                                                 | Încărcați imagine | Raportați eroare |
| 64176.02.01                              | Situl arheologic de la Mărtineni / ansamblu anonim (Categorie: locuire) (Tip: neprecizat)                                          | sat Mărtineni, comuna Catalina | Ceghei                 |                                      |            |                                                 | Încărcați imagine | Raportați eroare |
| 64185.01.01                              | Situl arheologic de la Mărcușa / ansamblu anonim (Categorie: locuire civilă) (Tip: Așezare)                                        | sat Mărcușa, comuna Catalina   |                        | Cucuteni - Ariușd                    |            |                                                 | Încărcați imagine | Raportați eroare |
| 64185.01.02                              | Situl arheologic de la Mărcușa / ansamblu anonim (Categorie: locuire civilă) (Tip: Așezare)                                        | sat Mărcușa, comuna Catalina   |                        | Schneckenberg                        |            |                                                 | Încărcați imagine | Raportați eroare |
| 64185.02                                 | Descoperirile din evul mediu timpuriu de la Mărcușa - "Râpa Mică" (Categorie: neprecizată) (Tip: neprecizat)                       | sat Mărcușa, comuna Catalina   | Râpa Mică              |                                      |            |                                                 | Încărcați imagine | Raportați eroare |
| 64185.02.01                              | Descoperirile din evul mediu timpuriu de la Mărcușa - "Râpa Mică" / ansamblu anonim (Categorie: neprecizată) (Tip: Locuire)        | sat Mărcușa, comuna Catalina   | Râpa Mică              |                                      |            |                                                 | Încărcați imagine | Raportați eroare |
| 64531.03.01                              | Așezarea Cucuteni - Ariușd de la Malnaș - "Colțul Mesteacănului" / ansamblu anonim (Categorie: locuire civilă) (Tip: Așezare)      | sat Malnaș, comuna Malnaș      | Colțul Mesteacănului   | Cucuteni - Ariușd                    |            |                                                 | Încărcați imagine | Raportați eroare |
| 64531.04.01                              | Așezarea Cucuteni - Ariușd de la Malnaș - "Pasul Stejarului" / ansamblu anonim (Categorie: locuire civilă) (Tip: Așezare)          | sat Malnaș, comuna Malnaș      | Pasul Stejarului       | Cucuteni - Ariușd                    |            |                                                 | Încărcați imagine | Raportați eroare |
| 64531.05.01                              | Așezarea Cucuteni - Ariușd de la Malnaș - "Tăietură" / ansamblu anonim (Categorie: locuire civilă) (Tip: Așezare)                  | sat Malnaș, comuna Malnaș      | Tăietură               | Cucuteni - Ariușd                    |            |                                                 | Încărcați imagine | Raportați eroare |
| 64540.01.01                              | Situl arheologic de la Malnaș Băi - "Lunca" / ansamblu anonim (Categorie: locuire civilă) (Tip: Așezare)                           | sat Malnaș-Băi, comuna Malnaș  | Lunca                  | Cucuteni - Ariușd                    |            |                                                 | Încărcați imagine | Raportați eroare |
| 64540.01.02                              | Situl arheologic de la Malnaș Băi - "Lunca" / ansamblu anonim (Categorie: locuire civilă) (Tip: Așezare)                           | sat Malnaș-Băi, comuna Malnaș  | Lunca                  |                                      |            |                                                 | Încărcați imagine | Raportați eroare |
| 64540.02.01 (Cod LMI: CV-I-s-A-13065)    | Situl arheologic de la Malnaș Băi - "Platoul Nisipos" / ansamblu anonim (Categorie: locuire civilă) (Tip: Așezare)                 | sat Malnaș-Băi, comuna Malnaș  | Platoul Nisipos        | Cucuteni - Ariușd - A2/A3            |            |                                                 | Încărcați imagine | Raportați eroare |
| 64540.02.02 (Cod LMI: CV-I-s-A-13065)    | Situl arheologic de la Malnaș Băi - "Platoul Nisipos" / ansamblu anonim (Categorie: locuire civilă) (Tip: Așezare)                 | sat Malnaș-Băi, comuna Malnaș  | Platoul Nisipos        | Coțofeni                             |            |                                                 | Încărcați imagine | Raportați eroare |
| 64540.02.03 (Cod LMI: CV-I-s-A-13065)    | Situl arheologic de la Malnaș Băi - "Platoul Nisipos" / ansamblu anonim (Categorie: locuire civilă) (Tip: Așezare)                 | sat Malnaș-Băi, comuna Malnaș  | Platoul Nisipos        | Wietenberg                           |            |                                                 | Încărcați imagine | Raportați eroare |
| 64540.03.01                              | Situl arheologic de la Malnaș Băi - "Cariera de bazalt" / ansamblu anonim (Categorie: locuire) (Tip: Locuire)                      | sat Malnaș-Băi, comuna Malnaș  | Cariera de bazalt      | Cucuteni - Ariușd                    |            |                                                 | Încărcați imagine | Raportați eroare |
| 64540.03.02                              | Situl arheologic de la Malnaș Băi - "Cariera de bazalt" / ansamblu anonim (Categorie: locuire) (Tip: Locuire)                      | sat Malnaș-Băi, comuna Malnaș  | Cariera de bazalt      |                                      |            |                                                 | Încărcați imagine | Raportați eroare |
| 64540.03.03                              | Situl arheologic de la Malnaș Băi - "Cariera de bazalt" / ansamblu anonim (Categorie: locuire) (Tip: Locuire)                      | sat Malnaș-Băi, comuna Malnaș  | Cariera de bazalt      | geto-dacică                          |            |                                                 | Încărcați imagine | Raportați eroare |
| 64540.04.01                              | Siturile preistorice de la Malnaș Băi - "Cariera Podeiu" / ansamblu anonim (Categorie: descoperire izolată) (Tip: obiecte izolate) | sat Malnaș-Băi, comuna Malnaș  | Cariera Podeiu         |                                      |            |                                                 | Încărcați imagine | Raportați eroare |
| 64540.04.02                              | Siturile preistorice de la Malnaș Băi - "Cariera Podeiu" / ansamblu anonim (Categorie: descoperire izolată) (Tip: Sit)             | sat Malnaș-Băi, comuna Malnaș  | Cariera Podeiu         | Schneckenberg                        |            |                                                 | Încărcați imagine | Raportați eroare |
| 64540.05.01                              | Depozitul de bronzuri de la Malnaș Băi - "Carieră" / ansamblu anonim (Categorie: depozit/tezaur) (Tip: Depozit)                    | sat Malnaș-Băi, comuna Malnaș  | Carieră                |                                      |            |                                                 | Încărcați imagine | Raportați eroare |
| 64513.01.01                              | Descoperirile Schneckenberg și Precucuteni de la Micfalău / ansamblu anonim (Categorie: locuire) (Tip: Locuire)                    | sat Micfalău, comuna Micfalău  |                        | Schneckenberg                        |            |                                                 | Încărcați imagine | Raportați eroare |
| 64513.01.02                              | Descoperirile Schneckenberg și Precucuteni de la Micfalău / ansamblu anonim (Categorie: locuire) (Tip: Așezare)                    | sat Micfalău, comuna Micfalău  |                        | Precucuteni                          |            |                                                 | Încărcați imagine | Raportați eroare |
| 64577.04.01                              | Complexele funerare de la Moacșa - "Zadogoș / ansamblu anonim (Categorie: descoperire funerară) (Tip: Morminte)                    | sat Moacșa, comuna Moacșa      | Zadogoș                | Schneckenberg                        |            |                                                 | Încărcați imagine | Raportați eroare |
| 64577.04.02                              | Complexele funerare de la Moacșa - "Zadogoș / ansamblu anonim (Categorie: descoperire funerară) (Tip: Mormânt)                     | sat Moacșa, comuna Moacșa      | Zadogoș                | sec. X-XI                            |            |                                                 | Încărcați imagine | Raportați eroare |
| 64577.05.01                              | Situl din epoca bronzului de la Moacșa - "Pivnița Urieșilor / ansamblu anonim (Categorie: locuire) (Tip: Așezare)                  | sat Moacșa, comuna Moacșa      | Pivnița Urieșilor      |                                      |            |                                                 | Încărcați imagine | Raportați eroare |
| 64577.06.01                              | Așezarea Cucuteni - Ariușd de la Moacșa - "Maksahát" / ansamblu anonim (Categorie: locuire civilă) (Tip: Așezare)                  | sat Moacșa, comuna Moacșa      | Maksahát               | Cucuteni - Ariușd                    |            |                                                 | Încărcați imagine | Raportați eroare |
| 64577.06.02                              | Așezarea Cucuteni - Ariușd de la Moacșa - "Maksahát" / ansamblu anonim (Categorie: locuire civilă) (Tip: Sit)                      | sat Moacșa, comuna Moacșa      | Maksahát               | sec. XI-XII                          |            |                                                 | Încărcați imagine | Raportați eroare |
| 64577.07.01                              | Așezarea Precucuteni și Cucuteni de la Moacșa / ansamblu anonim (Categorie: locuire civilă) (Tip: Așezare)                         | sat Moacșa, comuna Moacșa      |                        | Precucuteni                          |            |                                                 | Încărcați imagine | Raportați eroare |
| 64577.07.02                              | Așezarea Precucuteni și Cucuteni de la Moacșa / ansamblu anonim (Categorie: locuire civilă) (Tip: Așezare)                         | sat Moacșa, comuna Moacșa      |                        | Cucuteni - Ariușd                    |            |                                                 | Încărcați imagine | Raportați eroare |
| 64577.08.01                              | Așezarea geto-dacică de la Moacșa - "Hotarul Moacșei 1" / ansamblu anonim (Categorie: locuire civilă) (Tip: Așezare)               | sat Moacșa, comuna Moacșa      | Hotarul Moacșei 1      | geto-dacică                          |            |                                                 | Încărcați imagine | Raportați eroare |
| 64577.09.01                              | Fortificațiile de pământ de la Moacșa / ansamblu anonim (Categorie: fortificație) (Tip: Fortificație de pământ)                    | sat Moacșa, comuna Moacșa      |                        |                                      |            |                                                 | Încărcați imagine | Raportați eroare |
| 64577.10.01                              | Situl Noua de la Moacșa - "Cimitirul reformat" / ansamblu anonim (Categorie: locuire) (Tip: Locuire)                               | sat Moacșa, comuna Moacșa      | Cimitirul reformat     | Noua                                 |            |                                                 | Încărcați imagine | Raportați eroare |
| 64577.11.01                              | Situl arheologic de la Moacșa - "Mégely" / ansamblu anonim (Categorie: locuire civilă) (Tip: Așezare)                              | sat Moacșa, comuna Moacșa      | Mégely                 | Cucuteni - Ariușd                    |            |                                                 | Încărcați imagine | Raportați eroare |
| 64577.11.02                              | Situl arheologic de la Moacșa - "Mégely" / ansamblu anonim (Categorie: locuire civilă) (Tip: Așezare)                              | sat Moacșa, comuna Moacșa      | Mégely                 | geto-dacică                          |            |                                                 | Încărcați imagine | Raportați eroare |
| 64577.12.01                              | Așezare geto-dacică de la Moacșa - "Hotarul Moacșei 2" / ansamblu anonim (Categorie: locuire civilă) (Tip: Așezare)                | sat Moacșa, comuna Moacșa      | Hotarul Moacșei 2      | geto-dacică sec. I î.Chr. - I d.Chr. |            |                                                 | Încărcați imagine | Raportați eroare |
| 64693.02.01                              | Situl neolitic de la Măgheruș - "Losonczi" / ansamblu anonim (Categorie: locuire) (Tip: Locuire)                                   | sat Măgheruș, comuna Ozun      | Losonczi               |                                      |            |                                                 | Încărcați imagine | Raportați eroare |
| 64693.03                                 | Situl neolitic de la Măgheruș - "Mesteceni" (Categorie: descoperire izolată) (Tip: obiect izolat)                                  | sat Măgheruș, comuna Ozun      | Mesteceni              |                                      |            |                                                 | Încărcați imagine | Raportați eroare |
| 64693.04.01                              | Situl arheologic de la Măgheruș - "Csuklán" / ansamblu anonim (Categorie: locuire) (Tip: Locuire)                                  | sat Măgheruș, comuna Ozun      | Csuklán                | Cucuteni - Ariușd                    |            |                                                 | Încărcați imagine | Raportați eroare |
| 64693.04.02                              | Situl arheologic de la Măgheruș - "Csuklán" / ansamblu anonim (Categorie: locuire) (Tip: Așezare)                                  | sat Măgheruș, comuna Ozun      | Csuklán                | Bodrogkeresztur                      |            |                                                 | Încărcați imagine | Raportați eroare |
| 64693.05.01                              | Apeductele romane de la Măgheruș - "Dealul Măgheruș" / ansamblu anonim (Categorie: construcție) (Tip: Apeduct)                     | sat Măgheruș, comuna Ozun      | Dealul Măgheruș        |                                      |            |                                                 | Încărcați imagine | Raportați eroare |
| 64693.06.01                              | Cetatea medievală de la Măgheruș - "Meszke" / ansamblu anonim (Categorie: locuire civilă) (Tip: Cetate)                            | sat Măgheruș, comuna Ozun      | Meszke                 |                                      |            |                                                 | Încărcați imagine | Raportați eroare |
| 64693.07.01                              | Cetatea medievală de la Măgheruș - "Aluniș" / ansamblu anonim (Categorie: locuire civilă) (Tip: Cetate)                            | sat Măgheruș, comuna Ozun      | Aluniș                 |                                      |            |                                                 | Încărcați imagine | Raportați eroare |
| 64693.08.01                              | Valul de pâmănt de la Măgheruș - "Homárka" / ansamblu anonim (Categorie: fortificație) (Tip: val de apărare)                       | sat Măgheruș, comuna Ozun      | Homárka                |                                      |            |                                                 | Încărcați imagine | Raportați eroare |
| 64577.13.01                              | Așezarea neolitică de la Moacșa-Malul Roșu / ansamblu anonim (Categorie: locuire civilă) (Tip: Așezare)                            | sat Moacșa, comuna Moacșa      | Malul Roșu             |                                      |            |                                                 | Încărcați imagine | Raportați eroare |
| 63492.03.01 (Cod LMI: CV-II-m-A-13241)   | Castelul Kalnoki de la Micloșoara / ansamblu anonim (Categorie: construcție) (Tip: Castel)                                         | sat Micloșoara, oraș Baraolt   | nr. 201, punct nr. 201 | sec XVII-XVIII                       | 2000       | 46°00′38″N 25°34′56″E / 46.010432°N 25.582228°E | Încărcați imagine | Raportați eroare |
| 64531.06.01                              | Locuire Cucuteni la Malnaș-Pasul strigoiului / ansamblu anonim (Categorie: locuire) (Tip: Locuire)                                 | sat Malnaș, comuna Malnaș      | Pasul Strigoiului      | Cucuteni                             |            |                                                 | Încărcați imagine | Raportați eroare |
| 64577.14.01                              | Locuire Cucuteni la Moacșa-Bobâlna / ansamblu anonim (Categorie: locuire) (Tip: Locuire)                                           | sat Moacșa, comuna Moacșa      | Bobâlna                | Cucuteni                             |            |                                                 | Încărcați imagine | Raportați eroare |
| 64176.04.01                              | Descoperirea de la Mărtineni / ansamblu anonim (Categorie: descoperire) (Tip: descoperiri izolate)                                 | sat Mărtineni, comuna Catalina |                        |                                      |            |                                                 | Încărcați imagine | Raportați eroare |
| 64176.05.01                              | Situl arheologic de la Mărtineni / ansamblu Așezarea de la Mărtineni (Categorie: locuire) (Tip: așezare)                           | sat Mărtineni, comuna Catalina |                        |                                      |            |                                                 | Încărcați imagine | Raportați eroare |